# Mariahilf

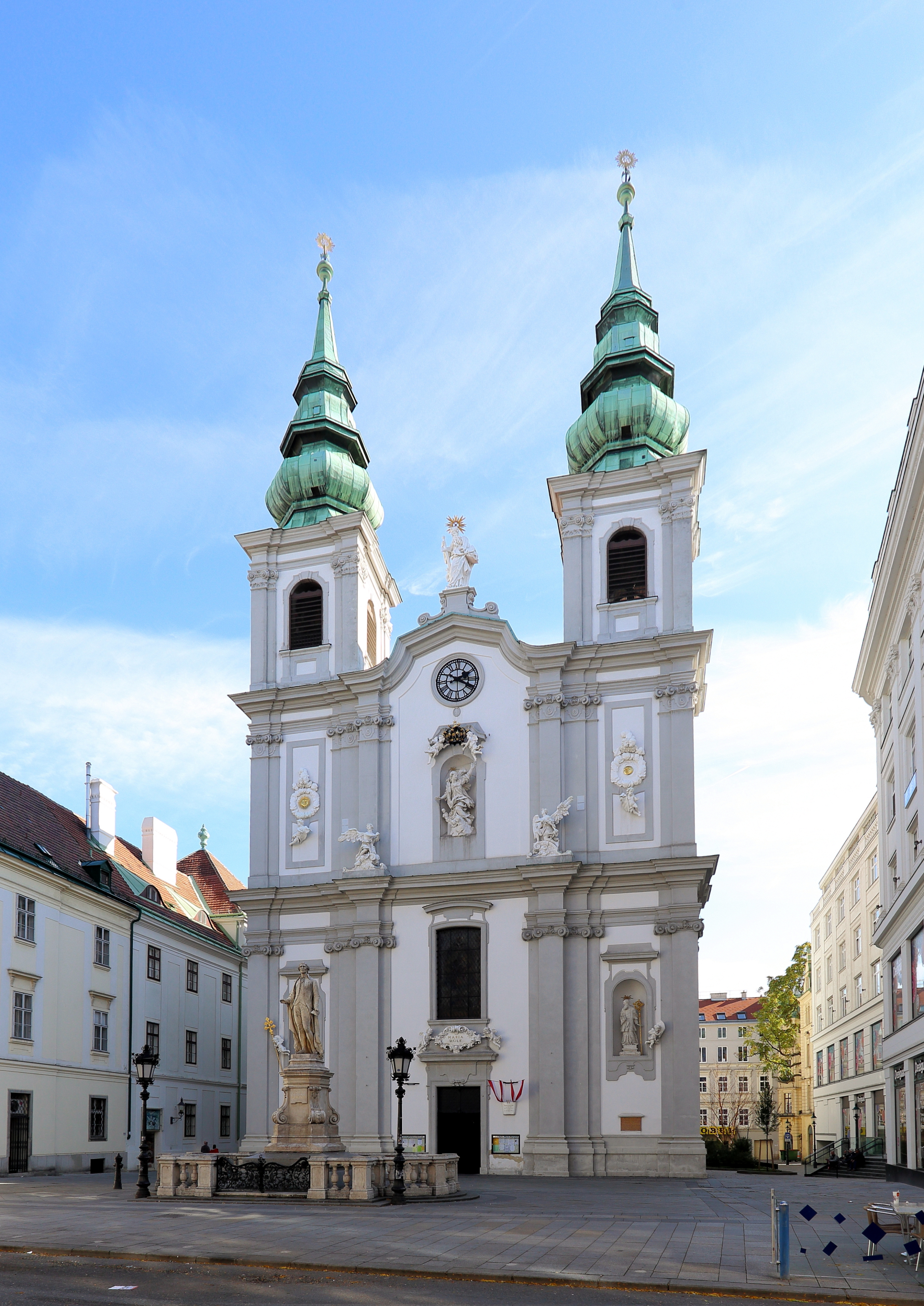
Kostel Mariahilf - Panny Marie Pomocné, centrum čtvrti

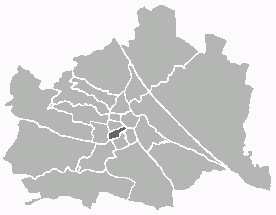
Poloha Mariahilfu na mapě Vídně

Mariahilf ( [ˌmaʀiaˈhɪlf]) je 6. vídeňský obvod. Nachází se v západní blízkosti centra Vídně a jako městský okres byl ustanoven v roce 1850. V tomto velmi hustě zalidněném obvodě o rozloze 1,45 km2 žilo k 1. lednu 2024 31 386 obyvatel.

## Název a chrám
Mariahilf znamená česky Mariina pomoc nebo Panna Marie Pomocná. Její kult se rozšířil v barokní době po celé monarchii. 
Zasvěcení Mariahilf pochází z dřevěné hřbitovní kaple Panny Marie Pomocné, kterou zde 19. dubna roku 1660 vysvětil vídeňský biskup Filip Fridrich Breuner a umístil do ní kopii Cranachova poutního obrazu Panny Marie Pomocné, jejíž originál byl v katedrále v Pasově. Obraz přitahoval poutníky, a proto zde barnabité v letech 1668–1669 zřídili kamennou kapli a obydlí kněze, obojí zničené při druhé okupaci města Turky roku 1683. Dnešní barokní kostel byl na témže místě zbudován v letech 1686 až 1689 podle projektu architekta Sebastiana Carlone mladšího.

## Poloha
Mariahilf leží jihozápadně od centra města, vídeňského 1. obvodu neboli Innere Stadtu. Na severu tvoří jedna z nejznámějších vídeňských nákupních ulic Mariahilfer Straße hranici se 7. obvodem Neubau. Na jihu jej ohraničuje údolí řeky Vídeňky (Wien) a na západě okružní třída Gürtel.
Obvod Mariahilf tvoří pět historických předměstí (Vorstädte): Mariahilf, Gumpendorf, Windmühle, Magdalenengrund a Laimgrube.

## Historie
První osídlování podél římských cest ve zdejší oblasti probíhalo kolem roku 1000 našeho letopočtu.
Intenzivnější osídlování však začalo až po druhém obléhání Vídně v roce 1683, kdy se katolíci upínali ke kultu této Panny Marie Pomocné jako univerzální ochránkyni v nouzi a utrpení. Význam zdejší oblasti vzrostl se silnicí, spojující centrum města s nově založeným Schönbrunnem a předměstskými osadami.
První zmínka o Gumpendorfu pochází z roku 1130. Sídlo se vyvinulo z římské strážní věže. Gumpendorf změnil několik feudálních majitelů a nakonec byl v roce 1798 prodán městu Vídni.
Magdalenengrund se původně nazýval Im Saugraben an der Wien auf der Gstätten ("Ve sviní díře na řece Vídeňce v lukách") a tvořily ho pouze vinice. V roce 1698 byly uvolněny některé parcely pro stavební účely.
Laimgrube (Hliniště) je zřejmě nejstarší částí obvodu Mariahilf. První písemná zmínka o něm pochází z roku 1291, ale existoval již od 11. století. Jeho jméno je odvozeno od cihlářské hlíny, která se používala k výrobě cihel. Jeho dominantou je dvouvěžový barokní farní kostel sv. Josefa při bývalém klášteře karmelitánů.
Windmühle (Větrný mlýn) vznikl z poplužního dvora využívaného různými mnišskými řády. V roce 1529 byl dvůr během prvního tureckého obléhání Vídně zničen. Císař Ferdinand I. majetek předal jistému Johannu Francolinovi pod podmínkou, že zde zbuduje větrné mlýny. Dotyčný však postavil pouze jediný.
Dne 6. března 1850 se pět předměstí, Gumpendorf, Mariahilf, Windmühle, Magdalenengrund a Laimgrube, stalo součástí Vídně jako její 5. obvod Mariahilf. Když pak byl 4. obvod Wieden rozdělen v roce 1861 na dva, stal se Mariahilf 6. obvodem. Roku 1862 pak byly některé oblasti na sever od Mariahilfer Straße postoupeny 7. obvodu (Neubau).
Ke konci 19. století se z Mariahilfu stal důležitý vídeňský obchodní obvod a z Mariahilfer Strasse se stala hlavní nákupní ulice, nicméně velké obchodní domy se nacházely mimo tuto oblast, v 7. obvodě. V oblasti Mariahilf vzkvétaly zejména malé a střední podniky.

## Osobnosti
- Karl Ditters von Dittersdorf (1739–1799), hudební skladatel a hudebník
- Ludwig van Beethoven – hudební skladatel
- Josef Strauss (1827–1870), hudební skladatel, druhý syn skladatele Johanna Strausse
- Michael Thonet – designér ohýbaného nábytku, továrník
- Franz Lehár, hudební skladatel
- Carl Auer von Welsbach (1858–1929), chemik a podnikatel